# Auguste Coédès
Auguste Charles Coédès (Paris, 11 décembre 1840 - Paris 16e, 13 juillet 1884) est un compositeur français.

## Biographie
Auguste Charles Coedès naît le 11 décembre 1840 à Paris,.
Souffleur à l'Opéra de Paris jusqu'en 1874, il devient ensuite chef de chant au Théâtre-Lyrique.
Comme compositeur, on lui doit plus de trois cents œuvres musicales pour piano, valses, danses, polka-mazurka, opéras, comédies, romances et chansons, sur des paroles, entre autres, de Clairville, Victor Koning, Paul Siraudin, Alexandre Dumas, Hippolyte Raymond, Alfred de Musset ou Théophile Gautier.
Atteint d'aliénation mentale en décembre 1883, Auguste Coedès meurt le 13 juillet suivant.

## Œuvres
Parmi ses compositions, figurent notamment :
- un recueil de mélodies, Soirées d'automne (1875) ;
- un ballet, Le Bouquet de Lise (Folies-Bergère, 1872) ;
- une féerie, La Cocotte aux œufs d'or (Menus-Plaisirs, 1873) ;
- des vaudevilles représentés au théâtre des Nouveautés :
  - Fleur d'oranger, sur un livret d'Alfred Hennequin et Victor Bernard, créé le 7 décembre 1878 ;
  - Les Deux Nababs, créé le 21 janvier 1879 ;
- des opérettes :
  - La Belle Bourbonnaise, livret d'Ernest Dubreuil et Henri Chabrillat (Folies-Dramatiques, 11 avril 1874) ;
  - Clair de Lune, livret d'E. Dubreuil et Henry Bocage (Folies-Dramatiques, 11 avril 1874) ;
  - Fleur-de-baiser, livret d'Alexandre jeune (Folies-Dramatiques, 24 février 1876) ;
  - La Girouette, livret d'Henri Bocage et Émile Hémery (Fantaisies-Parisiennes, 3 mars 1880) ;
- une revue, Les Parfums de Paris (théâtre des Nouveautés, 28 décembre 1880).